# Kossó

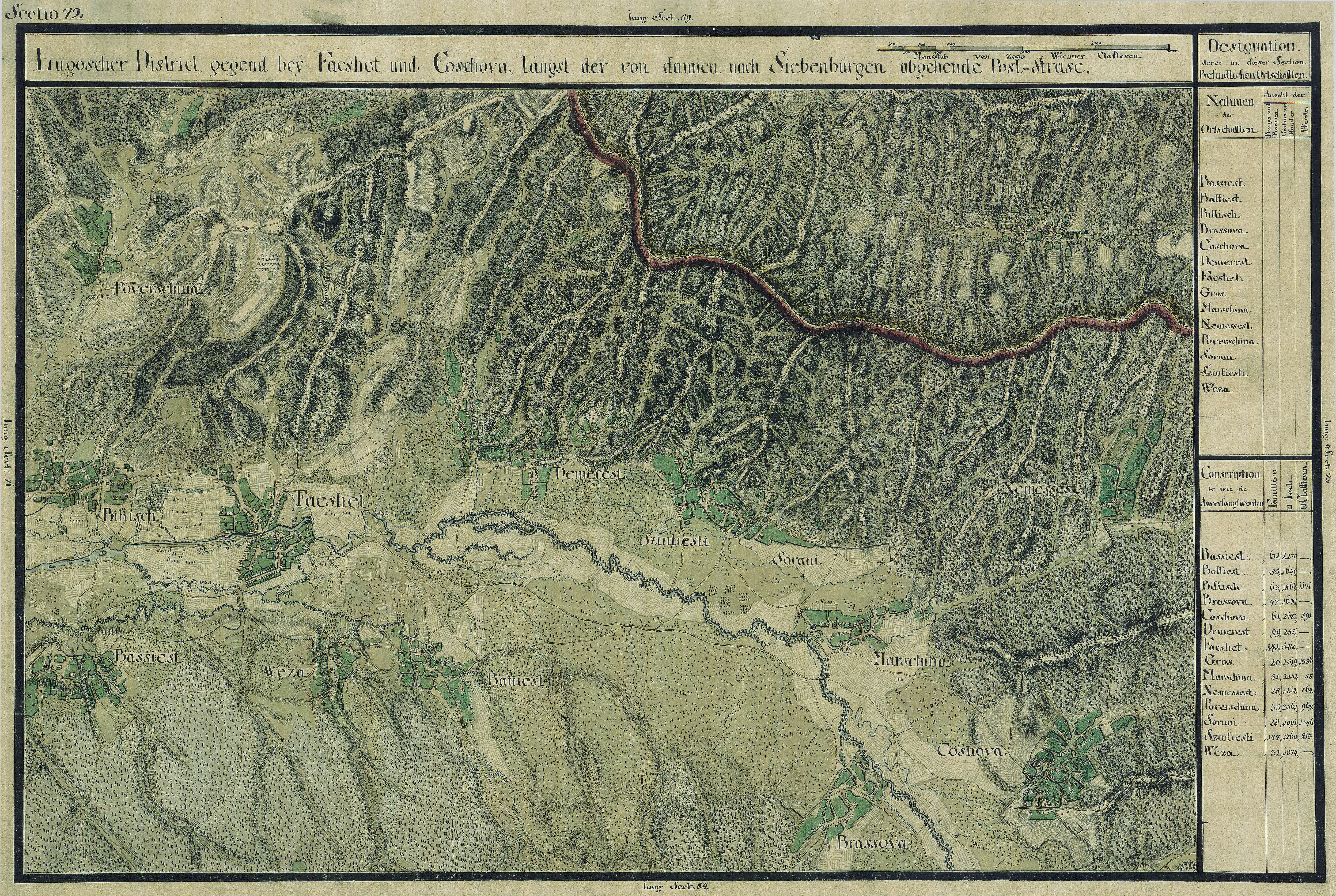
Kossó egy régi térképen

Kossó románul: Coșava, falu Romániában, a Bánságban, Temes megyében.

## Fekvése
Facsádtól keletre, a Dévai úton fekvő település.

## Története
Kossó nevét 1405-ben említette először oklevél Kosoa néven. 1524-ben Kosowa, 1548-ban Korsova, 1597-ben Kosova, Kosava, 1690-1700 között Kosiava, 1808-ban Kossva, Kossova, 1851-ben Kossova, 1913-ban Kossó néven volt említve. 1524-ben Kosowa a Gyulaiak birtoka volt, akik zálogként jobbágytelket adtak Bozvári Miklósnak.
1851-ben Fényes Elek írta a településről: „Kossova, Krassó vármegyében, a Facsetről Erdélybe vivő postaútban: 24 katholikus, 399 óhitű lakossal, s anyatemplommal, postatisztséggel, szép erdővel. Földesura a kamara.”
A trianoni békeszerződés előtt Krassó-Szörény vármegye Facsádi járásához tartozott.
1910-ben 704 lakosából 656 román, 24 magyar, 21 cigány volt. Ebből 677 görög keleti ortodox, 11 római katolikus volt.

## Nevezetességek
- A főút 59. száma háza 18. századi fogadó, a romániai műemlékek jegyzékében a TM-II-m-A-06209 sorszámon szerepel.
- A 133. számú ház, amely 1900-ban épült, szintén műemlék. (TM-II-m-B-06210)